# Александру Ксенопол
Александру Димитрие Ксенопол (на румънски: Alexandru Dimitrie Xenopol) е румънски историк, писател, философ, преподавател и социолог от англосаксонски произход. По-голям брат на политика и писател Николае Ксенопол.
Автор на първата синтезирана румънска история – Историята на румънците от Dacia Traiana, излязла в шест тома в периода 1888 - 1893 г. и постфактум в четиринадесет тома под заглавието „Istoria romanilor din Dacia Traiană“ през 1925 г. на Букурещкото румънско книгоиздателство. Историята на Ксенопол има и френско издание под заглавието „Histoire des Roumains de la Dacie Trajane depuis les origines jusqu'a l'Union des Principautés en 1859“, което е публикувано в Париж през 1896 г., в два тома, общо 1132 страници и три карти, с предговор от либералния интелектуалец и историк Алфред Рамбо.
Александру Ксенопол е член на Румънската академия (от 1895 г.), като е и чуждестранен член на Френската академия за морални и политически науки (от 1914 г.). Негов ученик е Николае Йорга.